# Polystachya tricuspidata
Polystachya tricuspidata är en orkidéart som beskrevs av Frederico Carlos Hoehne. Polystachya tricuspidata ingår i släktet Polystachya och familjen orkidéer. Inga underarter finns listade i Catalogue of Life.